# 재생산노동

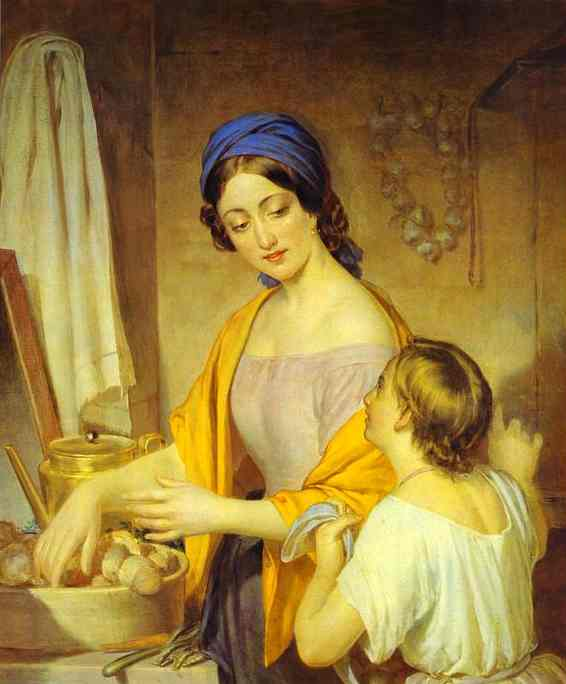
젊은 주부, Alexey Tyranov의 캔버스에 유화, 현재 러시아 상트 페테르부르크의 러시아 박물관에 소장 (1840년대)

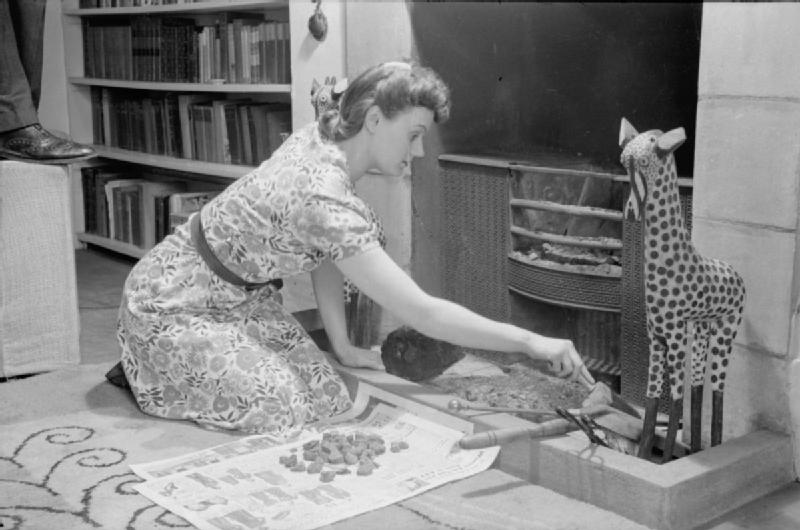
런던 주부의 가사 일부, 1941년

재생산노동(再生産勞動, reproductive labor)은 청소, 요리, 육아, 그리고 무급 가사 노동을 포함한 가사 노동 및 가사 노동의 역할과 관련이 있다. 이 용어는 페미니스트 철학과 담론에서 자본주의 시스템 안에서의 노동이 생식하고 보상받지 못하고 인정받지 못하는 가정 영역에 여성이 특히 어떻게 배정되는지에 대한 주의를 환기시키는 한 방법의 역할을 맡는다. 이 이론들은 1970년대 여성의 노동력 진입에 초점을 맞춘 역사의 병렬로 진화해 왔으며, 재생산노동을 고려한다면 여성이 주류 산업으로 편입되기 이전부터 노동력의 일부였다는 것을 인정하는 교차론적인 접근법을 제공했다. 일부 마르크스주의 인류학자와 조지 카펜지스와 같은 경제학자들은 재생산노동이 노동력의 가치를 높여 생산적인 노동이 가치를 창출하는 방식과 유사한 방식으로 가치를 창출한다고 제안하기까지 했다.

## 정의
생산적인 노동과 비생산적인 노동의 분리는 마가렛 벤스톤과 페기 모튼을 포함한 일부 마르크스주의 페미니스트에 의해 강조된다.
이러한 이론들은 생산적인 노동이 자본주의 체제에서 금전적 가치를 가지고 있고 따라서 생산자들에 의해 유급 임금 형태로 보상되는 상품이나 서비스를 낳지만, 재생산노동은 사적 영역과 연관되어 있으며, 사람들이 급여(청소,요리, 아이를 갖는 것)의 목적이 아닌 것을 위해 스스로 해야 하는 모든 것을 포함한다고 명시하고 있다. 이러한 해석들은 두 가지 형태의 노동이 필요하지만, 사람들은 그들의 정체성의 특정한 측면에 기초하여 이러한 형태의 노동에 서로 다른 접근을 한다고 주장한다.
이러한 이론들은 공공 기관과 민간 기관 모두 여성의 노동력을 노동력을 지원하는 저렴한 방법으로써 이용한다고 주장한다. 생산자들에게 이것은 더 높은 이익을 의미한다. 핵가족의 경우, 힘의 역학은 가사 노동이 전적으로 여성에 의해서만 완료되기 때문에 나머지 구성원들을 필요한 재생산노동으로부터 해방시키도록 지시한다. 마르크스주의 페미니스트들의 주장에 따르면, 생산적인 노동에서 여성을 배제하는 것은 사적, 공적 영역 모두에서 남성 지배로 이어진다고 한다.
청소, 요리, 육아, 그리고 유급 가사 노동력에 관련된 재생산노동의 개념은 성문화되기 전에 서면으로 작성되고 논의되어 왔다. 이것은 버지니아 울프의 에세이 "A Room of One's Own"과 같은 작품들을 포함한다.
양육 노동과 비양육 재생산노동의 구별이 이루어졌다. 양육 재생산노동 직업에는 육아, 가사 노동, 의료 분야의 직위가 포함된다. 비양육 재생산노동은 음식 준비와 청소의 일을 포함한다. 특히 흑인, 히스패닉계 소수 남성들이 비양육적인 재생산노동자의 대다수를 차지한다. 양육자 재생산노동 일자리는 비양육자보다 여성이 낮은 임금을 받는 자리에 앉게 할 가능성이 더 높다. 양육 노동에는 성차별이 있다. 의료 분야에서 남성은 외과의사로 간주되는 반면 여성은 의료 보조자와 RN의 지위를 가질 가능성이 높다.

## 가사 임금
메인 기사: Wages for housework

여성 억압의 가장 중요한 원천으로 생산적인 노동으로부터의 배제에 초점을 맞추어, 일부 마르크스주의 페미니스트들은 자본주의 경제 내에 가정 노동의 포함을 위해 투쟁하는 데 그들의 활동성을 헌신했다. 여성의 억압이 사적 영역에 강요된 데서 비롯되었다고 주장한 샬롯 퍼킨스 길먼(1898)과 같은 사회주의자들의 저술에는 보상적인 재생산노동을 창조한다는 생각이 있었다.길먼은 공공 영역에서 여성의 업무가 자리 잡고, 인정 받고, 가치 있게 평가될 때 여성의 여건이 개선될 것이라고 제안했다.
아마도 재생산노동을 보상하기 위한 노력 중 가장 영향력 있는 것은 1972년 국제 페미니스트 콜렉티브 회원들에 의해 이탈리아에서 출범한 단체가 시작한 국제 가사 노동 임금 운동이었을 것이다. Selma James, Mariaosa Dalla Costa, Brigitte Galtier 및 Silvia Federici를 포함한 많은 여성들이 학술 및 공공 영역에서 자신들의 메시지를 홍보하기 위해 다양한 자료를 발표했다. 이탈리아에서 상대적으로 적은 수의 여성 단체로 시작한 노력에도 불구하고, "가사일을 위한 임금 운동"은 국제적인 수준을 동원하는데 성공적이었다. 집안일을 위한 임금 단체는 페데리치의 도움으로 뉴욕 브루클린에서 설립되었다. 하이디 하트만이 인정했듯이(1981), 이러한 움직임들의 노력은 궁극적으로 성공적이지는 못했지만, 집안일의 가치와 경제와의 관계에 관한 중요한 담론을 만들어냈다.
보편적 기본소득이 가능한 해결책으로 제안되었다.

## 재생산노동 분담
마르크스주의 페미니스트들의 또 다른 해결책은 여성들을 재생산노동에 대한 그들의 강제적인 연관으로부터 해방시키는 것이다. Heydi Hartmann (1891년)은 “가사일을 위한 임금 운동"과 같은 전통적인 마르크스주의 페미니스트 운동에 대한 비판에서, 이러한 노력들은 “명백히 후자가 전자에 대한 그들의 토론에서 설명될 것이라고 가정하며, 여성 대 남성의 관계가 아닌 경제 시스템에 대한 여성의 관계에 대한 질문으로 받아들여진다”고 주장한다. 하트만(1981년)은 전통적인 담론이 여성으로서 여성의 억압의 중요성을 무시하고 자본주의 체제의 일원으로서 여성의 억압에 초점을 맞췄다고 믿는다. 비슷하게, 가학, 매춘, 포르노, 레즈비언 문학뿐만 아니라 인류학적인 연구와 성 하위 문화의 역사를 포함한 다양한 주제에 대해 글을 쓴 게일 루빈은 1975년 에세이 '여성의 교통: 성의 정치경제를 주목해라'를 통해 처음으로 두각을 나타냈는데, 그 과정에서 그녀는 "성/젠더 시스템"이라는 구절을 만들고 마르크스주의가 자본주의 아래 성차별에 대한 불완전한 분석이라고 주장하는 이 과정에서 마르크스주의 기본을 무시하거나 해체하지 않고 마르크스주의를 비판한다.
더 최근에, 많은 마르크스주의 페미니스트들은 여성들이 생산적인 노동력에 접근 후 잠재적으로 더 나쁜 상태에 있는 방식에 그들의 초점을 옮기고 있다. 낸시 폴브르(1994)는 페미니스트 운동이 재생산(사적) 영역뿐만 아니라 직장 (공공 영역) 모두에서 남성에게 여성의 종속적인 지위에 초점을 맞추기 시작할 것을 제안한다.2013년 인터뷰에서, Silvia Federici는 많은 여성들에게 이제 생산적이고 생식적인 노동이 강요되어 "double day"를 초래한다는 사실을 고려하도록 페미니스트 운동을 촉구한다. 페데리치(2013)는 여성의 해방이 여전히 그들이 그들의 무임금 노동의 부담에서 자유로울 때까지 일어날 수 없다고 주장하며, 임금 격차 해소와 직장 내 보육 프로그램 시행과 같은 제도적 변화를 수반할 것을 제안한다. Federici의 제안(2013년)은 Selma James(2012)와의 유사한 인터뷰에 반영되었으며, 이러한 문제는 최근 대통령 선거에서 다루어졌다.

## 국제적인 재생산노동의 분리
에블린 나카노 글렌은 재생산노동이 인종과 민족성에 따라 나뉘어진다는 통찰을 제공했는데, 그녀는 이것을 "재생산노동의 인종적 분할"이라고 불렀다. 이 개념은 처음에 국내 업무를 수행하는 유럽 이민자들에 의해 미국에서 설명되었지만, 2차 세계대전 이후, 일본인들은 백인 가족을 위해 일하는 이러한 위치에 압력을 받았다. 흑인과 라틴계 여성들이 백인 가족을 위해 일하고 가정 노동자로 봉사하기 위해 "만들어졌다"는 이념이 만들어졌다.Saskia Sassen-Koob는 경제가 서비스 기반으로 전환되면서, 저임금 일자리가 선진국에서 이용 가능하게 되었기 때문에 이민 여성에 대한 수요를 창출했다고 설명했다. 이 직업들은 낮은 임금 때문에 여성 노동력을 끌어당겼고 "여성 일자리"로 간주되었다.글렌과 사센-쿠브의 작품을 바탕으로, 파레나스는 재생산노동의 인종적 분열에 대한 글렌의 생각과 여성화와 세계화에 대한 사센-쿠브의 아이디어를 모아서 유료 재생산작업을 분석하는 데 사용했다.
국제 재생산노동의 분할이라는 용어는 필리핀 이주 가사 노동자들을 논하는 Rachel Parrenas의 책 세계화의 시종: 이주자와 가사 노동에 의해 만들어졌다. 국제적인 재생산노동의 분할은 선진국과 개발도상국의 세 행위자들 사이의 노동력 이전을 포함한다. 그것은 세 가지 층을 말한다: 이주민들을 가정일을 돌보는 데 사용하는 부유한 상류층 여성들과 이주민의 아이들을 보기 위해 집에 머무는 하층 계급이다. 선진국의 부유한 여성들이 더 많은 수의 근로자로 일하게 되었고, 이것은 그들이 가정 내외에서 더 많은 책임을 지도록 이끌었다. 이 여성들은 도움을 구할 수 있고, 그들의 재생산노동 책임을 덜 특권층 여성에게 전가하며 인종과 계급의 특권을 이용할 수 있다.이주 여성들은 그들의 가족과, 이주자들의 아이들을 감시하기 위해 뒤로 물러서 있는 다른 여성들에 대해 계급 체계를 유지한다. Parrenas의 연구는 여성들이 선진국에서 가정 노동자로 이주하는 사람들이기 때문에 노동의 성적 분열이 재생산노동에 머물러 있다고 설명한다.
Parrenas는 국제적인 재생산노동의 분리가 세계화와 자본주의에서 비롯되었다고 주장한다. 민영화와 노동의 여성화를 포함한 세계화의 요소들 또한 노동 분리의 부상에 기여했다. 그녀는 세계화로 인해 재생산노동이 일상화되고 국제적으로 요구되고 있다고 설명한다. 파견 국가들은 가치 있는 노동력을 잃는 것을 억지로 떠맡는 반면, 받는 국가들은 이 노동력을 이용하여 경제를 성장시킨다.Parrenas는 미국의 식민주의와 국제통화기금이 필리핀과 같은 개발도상국들을 이민 노동자들의 수출국이 되게 하는 역할을 강조한다. 이 개념의 근원에 대한 설명은 3개 층에 걸친 여성들이 직면하는 경제적 불평등이 경제에 뿌리박고 있다는 것을 설명하기 때문에 중요하다.
이 개념은 다른 사람들에 의해 확장되었고 파레나스가 그녀의 연구를 수행한 필리핀 이외의 지역에 적용되었다. 과테말라와 멕시코에서 행해진 연구에서, 국제적인 노동력 이전 대신, 노동력에서 일하는 여성들과 아이들을 돌보는 다른 여성 친척들 사이에 더 많은 지역적인 이전이 이루어졌다. 싱가포르에서 “새로운 국제적인 재생산노동 분업”이 일어난 것은 아웃소싱과 저숙련 노동력의 활용으로 재생산노동의 국제적 분열을 초래했기 때문이라고 일컬어진다 동남아시아에서 강하고 성장하는 경제를 유지하기 위해서는, 이러한 재생산노동력의 이전이 필요하다. 싱가포르에서, 이주자들의 도움을 고용하는 것은 경제와 싱가포르 여성의 지위를 유지하기 위해 필수적이다.

## 같이 보기
- 마르크스주의 페미니즘
- 생산적이고 재생산적인 노동
- 영향을 주는 노동(영어판)
- 무정부 여성주의
- 이중부담
- 여성주의 경제학
- 페미니즘의 역사
- 유물론적 페미니즘(영어판)
- 신마르크스주의
- 가족,사유재산,국가의 기원
- 급진적 여성주의
- 사회주의적 여성주의
- 하인
- 빈곤의 여성화